# Auguste Lassalle
Pour les articles homonymes, voir Lassalle.
Auguste Lassalle, né le 28 août 1914 à Narcastet (Pyrénées-Atlantiques) et mort le 23 avril 1998, est un joueur français de rugby à XV qui a joué avec la Section paloise au poste de centre ou de demi-d’ouverture (1,72 m pour 73 kg).
Le journaliste Denis Lalanne crédite Auguste Lassalle pour lui avoir transmis l'amour du rugby. Lalanne dit même de lui qu'il était son joueur préféré et avait du génie.

## Biographie
En 1939, il fut sélectionné en équipe de France pour jouer contre l’Allemagne mais le test-match n’eut pas lieu.

## Carrière de joueur

### En club
Béarnais cent pour cent, Lassalle commença sa longue carrière de rugbyman au Sport Ouvrier Palois en 1930.
L’année suivante, il rejoint la Section Paloise, jusqu'en 1933, année où il dut quitter son club pour aller faire son service militaire â Bordeaux. Ainsi, Lassalle joua de 1933 à 1935 au Stade Bordelais.
Puis il vint reprendre sa place dans la ligne d’attaque paloise.
La Section remporte le Challenge Yves du Manoir en 1938-1939 et Lassalle fait partie de l’équipe. Lassalle  joue trois matches de la Coupe de France de rugby à XV et est la révélation du match de sélection de Pau.
Auguste Lassale fait partie de l'équipe de la Section Paloise qui remporte le Championnat de France de rugby à XV 1945-1946.

### En équipe nationale
Il a été sélectionné pour disputer un test match contre l’Allemagne en 1939  mais le match n’eut pas lieu.

## Palmarès

### En sélection
Avec l'équipe de France
- Sélection en équipe nationale : 1

Avec Côte basque
- Challenge Pierre Faillot :
  - Vainqueur (1) : 1939[7]

### En club
Avec la Section paloise
- Challenge Yves du Manoir :
  - Vainqueur (1) : 1939
- Championnat de France de première division :
  - Champion (1) : 1946
- Coupe de France :
  - Finaliste (1) : 1946